# Казим-Мис
Кази́м-Мис (рос. Казым-Мыс) — присілок у складі Шуришкарського району Ямало-Ненецького автономного округу Тюменської області, Росія. Входить до складу Лопхаринського сільського поселення.
Населення — 66 осіб (2010, 92 у 2002).
Національний склад станом на 2002 рік: ханти — 80 %.